# Ломово (Калінінградська область)
Ломово (рос. Ломово) — селище Гусєвського району, Калінінградської області Росії. Входить до складу Калінінського сільського поселення.
Населення —  190 осіб (2015 рік). 

## Населення
| 2002 | 2010 |
| ---- | ---- |
| 182  | ↗190 |